# كرة الشحم
«كرة الشحم» (بالفرنسية: Boule de Suif)‏ (ترجم بأشكال مختلفة «الفطيرة»، «البدين»، «كرة الدهن») هي قصة قصيرة شهيرة للكاتب الفرنسي من أواخر القرن التاسع عشر غي دي موباسان نشرت لأول مرة في 15-16 أبريل 1880. ويمكن القول أنها أشهر قصصه القصيرة، وكان عنوان المجموعة القصصية عن الحرب الفرنسية البروسية، بعنوان كرة الشحم وقصص أخرى من الحرب (بالفرنسية:  Boule de Suif et Autres Contes de la Guerre)‏.